# Le lion est mort ce soir
Le lion est mort ce soir és una comèdia dramàtica franco-japonesa dirigida per Nobuhiro Suwa estrenada el 2017. A l'estat espanyol estrenada amb el títol El león duerme esta noche.

## Argument
Un actor d'edat, Jean, es demana com interpretar la mort del seu personatge en un film on un director l'uneix amb Anna, actriu amb qui ha treballat fa molt de temps en un film que ha esdevingut de culte. Anna està deprimida per una ruptura sentimental recent, el rodatge queda interromput durant alguns dies.
Jean ho aprofita en principi per anar a veure una vella amiga, Marie. A continuació s'instal·la en una casa abandonada, habitada temps enrere per Juliette, una dona que ha estimat en la seva joventut i que va morir l'any 1972. Ara bé, aquesta se li apareix novament.
Uns nens que busquen rodar un film, ajudats pels consells d'un adult, entren igualment a la casa i troben Jean. Accepta rodar el film amb ells.
Els nens imaginen una història de fantasmes, interpretant el conjunt dels papers al costat de Jean. L'última escena tindrà lloc a la vora d'un llac, on Jean parla una última vegada amb Juliette.
El rodatge del film principal es reprèn finalment i Jean pot aleshores interpretar l'escena de la seva mort.

## Repartiment
- Jean-Pierre Léaud: Jean
- Pauline Étienne: Juliette
- Maud Wyler: Céline
- Arthur Harari: Philippe
- Isabelle Weingarten: Marie
- Noë Sampy: Yuki
- Louis-Do de Lencquesaing: el director
- Jean-Louis Berard: Claude
- Françoise Michaud: la maquilladora

## Al voltant de la pel·lícula
El film utilitza diàlegs d'una obra de teatre escrita per Pierre Léaud, pare de Jean-Pierre Léaud, pels intercanvis entre Jean i Juliette.
crítica
- "Meravellosa (...) Un festí no solament per als cinèfils: és com si el millor cinema de Truffaut, renaixés sota la mirada còmplice, atenta i igual de meravellada d'un director japonès per qui el cinema és francès, o no és cinema. (…) Puntuació: ★★★★★ (sobre 5)"[3]
- "Exquisida i encantadora, una carta d'amor al cinema, i al principi i al final de la vida, repleta d'esperança i de moments dt.́gicos, sobrenaturals, amb un Léaud, com sempre, absolutament únic i irresistible (…) Puntuació: ★★★★ (sobre 5)"[4]